# Наддування (двигун внутрішнього згоряння)

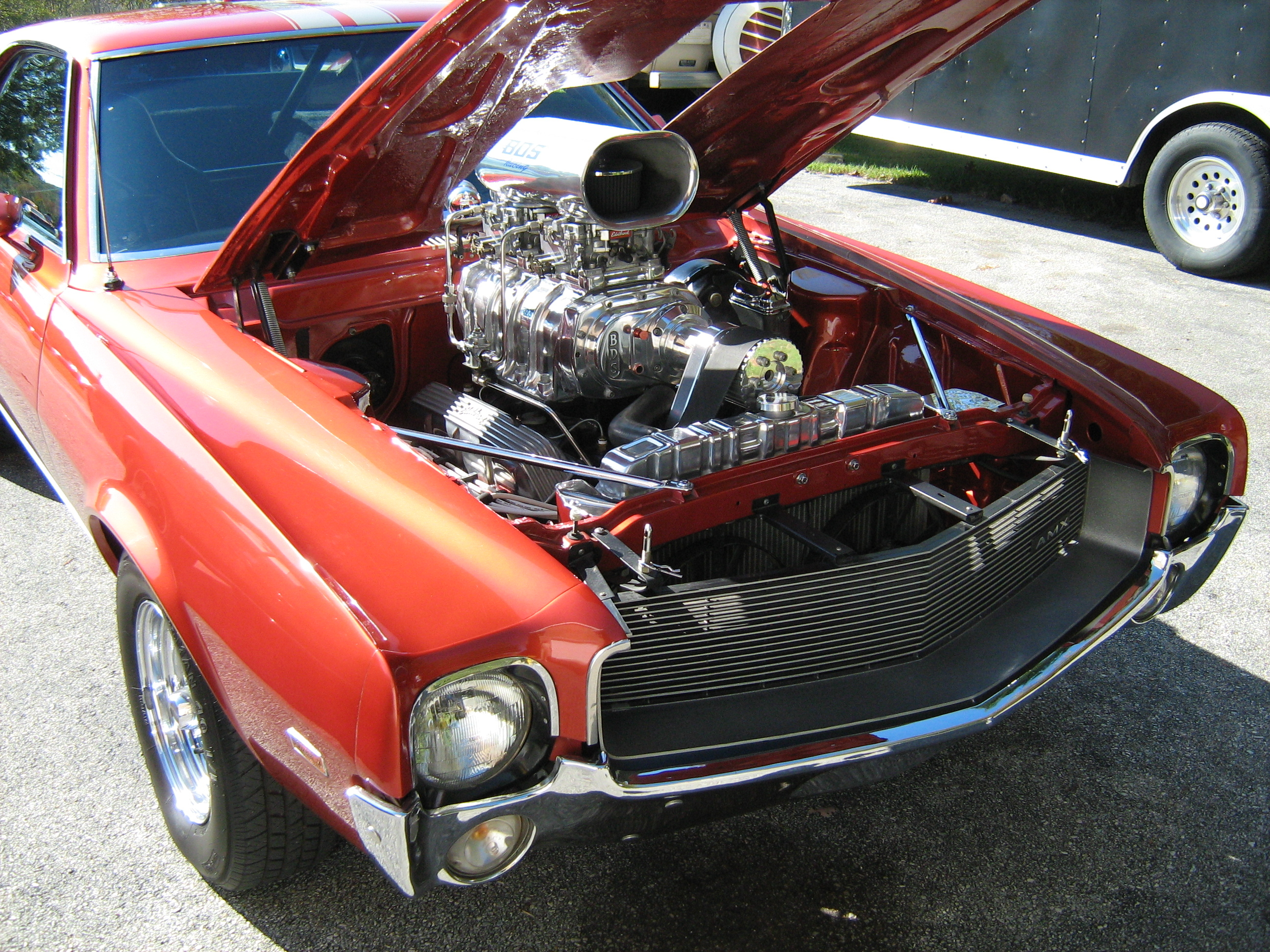
Механічний нагнітач (supercharger) типу «Рутс» на двигуні V8 автомобіля для дрег-рейсінгу (1968)

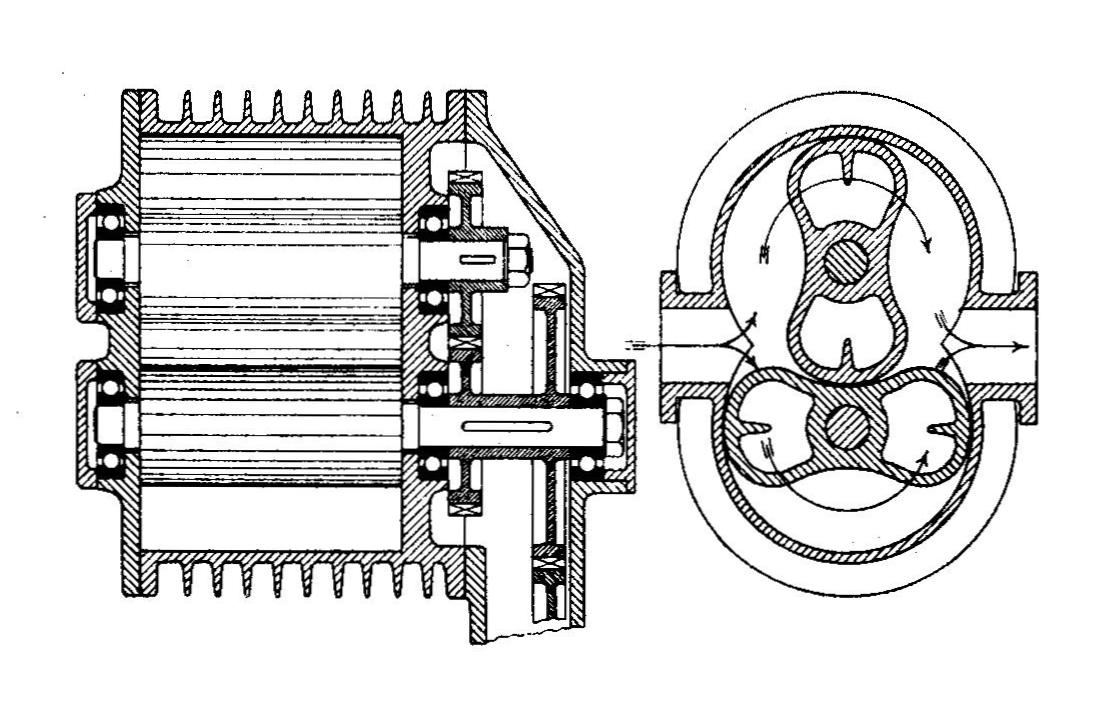
Нагнітач типу «Рутс» у розрізі в автомобільному посібнику (1935)

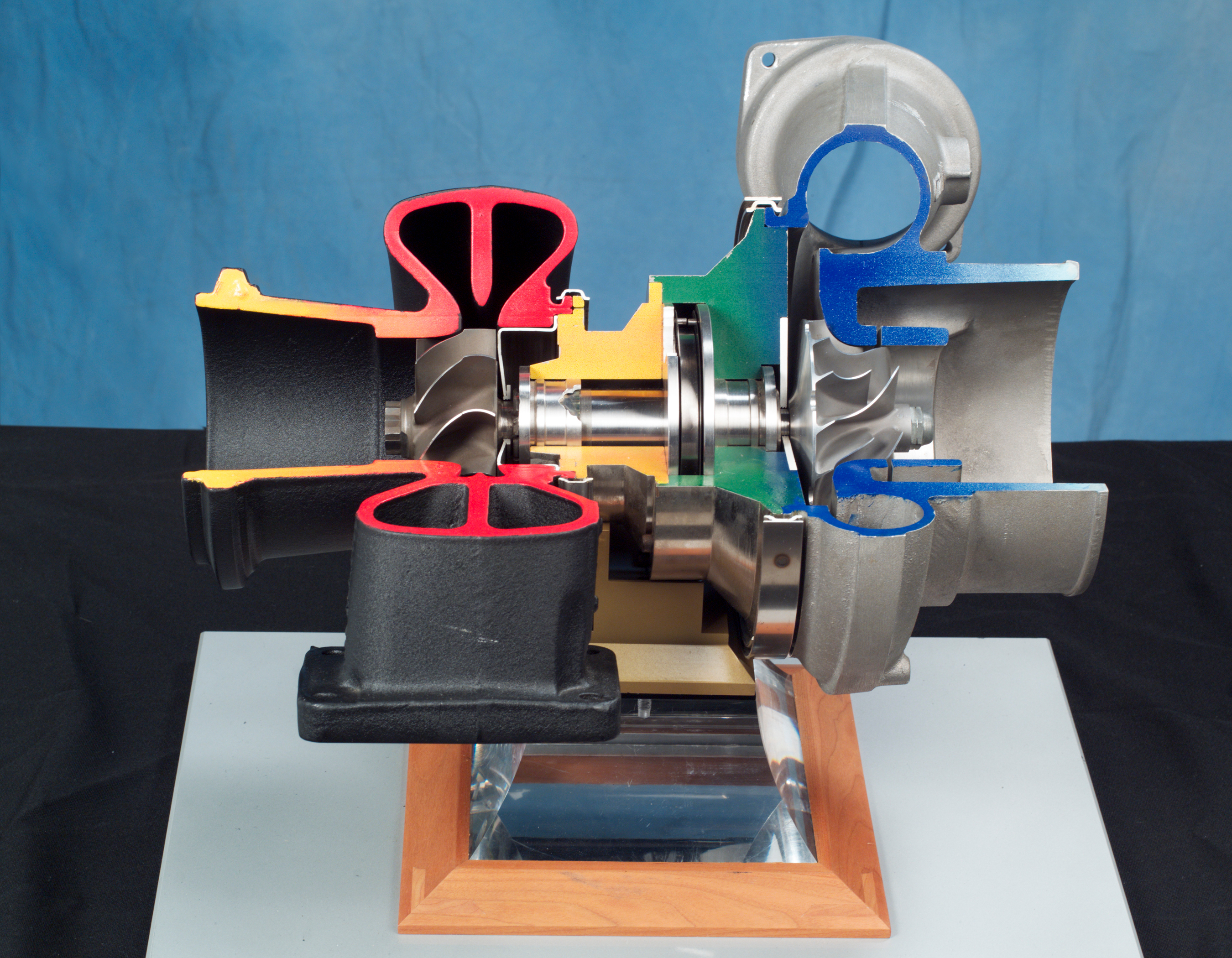
Турбонагнітач (turbocharger) у розрізі

Наддува́ння у двигунах внутрішнього згоряння — підвищення тиску повітря у системі впуску у двигун внутрішнього згоряння з метою збільшення подачі пального і, відповідно, потужності, що знімається з одиниці робочого об'єму двигуна.
Наддування зазвичай застосовують з метою підвищення потужності (на 20…45%) без збільшення маси і габаритів двигуна, а також для компенсації падіння потужності двигуна умовах високогір'я чи на великих висотах в атмосфері. Наддування з можливістю регулювання за складом паливо-повітряної суміші може застосовуватися для забезпечення повноти згоряння палива, а отже, і для зниження токсичності та димності відпрацьованих газів.

## Історія
У 1860 році у США брати Рутс (англ. Philander Roots and Francis Marion Roots), засновники «Roots Blower Company» у Коннерсвіллі (Індіана), запатентували конструкцію ротаційно-поршневого повітряного нагнітача об'ємного типу для використання у доменних печах та інших промислових цілей. Першим, хто застосував нагнітач для подачі повітря у двигун внутрішнього згоряння (1878) був британець Дугалд Клерк (англ. Dugald Clerk), що першим винайшов і сконструював клапанний двотактний двигун.
У тому ж році німець Генріх Крігар (нім. Heinrich Krigar) запатентував конструкцію компресора гвинтового типу (патенти Німеччини No 4121, No 7116).
У 1885-86 роках німецький інженер Готліб Даймлер отримав патенти декількох країн (German patent No.DRP 36423, US349983) на чотиритактний двигун внутрішнього згоряння у якому передбачив принцип нагнітання повітря.
У 1902 р. у Франції Луї Рено запатентував проект відцентрового нагнітача, а вже в 1905 р. принцип дії турбонагнітача, що працював на енергії вихлопних газів, вперше описав і запатентував (Імператорський патент за № 204630, патент США та патент Швейцарії CH 35259A) швейцарський винахідник Альфред Бюхі (нім. Alfred Büchi, 1879–1959).
Однак швидке рішення задачі (літрова потужність дійсно помітно збільшилася) виявилося не таким вдалим, як уявлялося спочатку. Істотне зростання виділення тепла, яке несли відпрацьовані гази, передчасно виводив з ладу випускні клапани, поршні і систему охолодження. Невідповідність конструкції і матеріалів, які застосовувались затримала розвиток наддування в автомобільних двигунах ще на декілька десятків років.

## Класифікація
За методом забезпечення наддування буває агрегатне і безагрегатне:

### Агрегатне наддування
Для агрегатного наддування використовують компресори, турбокомпресори або компресори разом з турбокомпресорами. Воно поділяється за джерелом і способом підведення механічної енергії на:
- механічне наддування, де використовується компресор, що урухомлюється від колінчастого вала двигуна;
- турбонаддування, де компресор (переважно відцентровий) приводиться в дію турбіною, яку приводять в рух вихлопні гази двигуна. Цей принцип отримав найбільше поширення;
- наддування типу «Comprex», яке полягає у використанні тиску відпрацьованих газів безпосередньо на потік повітря що подається у двигун;
- електричне наддування, де використовується нагнітач, який обертається електродвигуном;
- комбіноване наддування поєднує у собі декілька схем, зазвичай мова йде про суміщення механічного наддування та турбонаддування.

Агрегатне наддування застосовують майже на всіх видах транспортних дизельних двигунів (автомобільних, суднових, тепловозних, тракторних). Характеристки роботи систем наддування на бензинових двигунах обмежуються умовами виникненням детонації паливо-повітряної суміші.
До основних недоліків агрегатного наддування відносять:
- підвищення механічної і теплової напруженості деталей двигуна внаслідок зростання тиску і температури газів;
- зниження економічності;
- ускладнення конструкції.

### Безагрегатне наддування
Безагрегатне наддування буває
- резонансне, пов'язане з коливальними явищами в трубопроводах яке називають ще інерційним або акустичним;
- швидкісне (динамічне) з використанням кінетичної енергії повітря, яке надходить у впускний пристрій;
- рефрижераційне зумовлене випаровуванням у повітрі, що надходить, пальної суміші з низькою температурою кипіння і великою теплотою пароутворення.